# Spøgelsesblafferen
Spøgelsesblafferen er en vandrehistorie om en bilist, der en sen aften samler en blaffer (typisk en ung kvinde) op. Blafferen beder om at blive kørt til en adresse, men forsvinder undervejs. Bilisten kører til den angivne adresse og får der at vide at blafferen er husets datter, som er død for nogle år siden, netop en tilsvarende aften.
Det drejer sig om en af de mest populære vandrehistorier, med en registreret udbredelse fra Hawaii til Pakistan.

## Forskellige varianter
Historien findes i en række varianter. Som regel beskrives blafferen som en ung pige, der venter ved en øde vejstrækning. I Sydafrika er hun kendt under navnet Maria Charlotte Roux, og viser sig hver påske.
Nogle gange står blafferen midt på vejbanen. Nogle gange regner det, og hun er dryppende våd. Bilisten er som regel alene. Pigen sætter sig ind på bagsædet. Som regel er hun tavs, men nogle gange opgiver hun navn og adresse. Nogle gange låner bilisten hende sin jakke, så hun kan varme sig. Når de ankommer den adresse, hun har opgivet, vender bilisten sig om, og pigen er væk. Nogle gange ligger jakken der, en bog eller et sjal, eller sædet er vådt. Bilisten går hen til huset, hvor en ældre kvinde forklarer ham, at det her er sket før. Pigen blev dræbt i en trafikulykke på stedet, hvor han tog hende med, og denne aften er årsdagen for ulykken. Kvinden fremviser måske et fotografi af den omkomne, og bilisten genkender hende straks. I de tilfælde, hvor han lånte hende sin jakke, kan den genfindes hængende på hendes gravsten.
En række personer rundt om i verden påstår at de selv har oplevet dette. Den engelske forsker Michael Goss har undersøgt påstandene og udgivet en bog om sagen.

## Spøgelsesblafferen på norsk vejskilt
I en vejvogterhytte på Strynefjeld begyndte man for sjov at lægge skylden for forsvundne redskaber på vejvogterkonen Kari. Det norske vejvæsen besluttede sig for en spøg om spøgelset, og satte et vejskilt op med spøgelset på.
Skiltet vakte opsigt blandt turister, og i en engelsk faktabog om spøgelser dukkede det op med titlen Facing the truth. Forfatteren fejltolkede vejskiltet som vejvæsenets advarsel mod spøgelsesblafferen (som dog aldrig har vist sig i Stryn), og skrev fejlagtigt, at norske trafikregler tog hensyn til spøgelset.
I dag er vejskiltet fjernet.